# Atentado de Westminster de 2018
El atentado de Westminster de 2018 fue un atropello cometido el 14 de agosto de ese año en Londres, cerca del Palacio de Westminster. El incidente dejó 3 heridos entre ciclistas y transeúntes. La Comisión Antiterrorista de la policía británica consideró el hecho como un ataque deliberado y terrorista.

## Antecedentes
Londres se había convertido en una de las ciudades más impactadas por el terrorismo (sino en la más afectada) en Europa. Desde los atentados del 7-J, la capital británica ha sufrido más de ocho atentados, la mayoría de ellos, llevados a cabo solo en 2017, dónde se perpetraron cinco atentados que dejaron decenas de muertos y heridos.

## Atentado
Alrededor de las 7:37 a. m. del martes 14 de agosto, un automóvil del tipo Ford Fiesta de color plateado, circulaba sobre la calle A3212. Luego, giró a la derecha sobre y hacia la calle Parliament Square y acto seguido, giró bruscamente hacia la izquierda sobre la Saint Margaret Street y aceleró a 80 km/h aproximadamente recorriendo unos pocos metros sobre la continuación de la calle A3212, hasta llegar al inicio de la Abington Street, atropellando a varias personas. El automóvil fue conducido hacia varios obstáculos protuberantes erigidos sobre esta última calle (instalados allí después del atentado de Westminster de 2017, para impedir atentados en forma de atropellamiento) y se detuvo cerca de la Cámara de los Lores. El momento del ataque fue capturado en vídeo por cámaras de seguridad urbanas. El incidente duró 15 segundos aproximadamente. Tres personas resultaron heridas, una de ellas, de gravedad.
La Policía Metropolitana declaró que el incidente parecía ser un acto deliberado. El Jefe de Contraterrorismo de la Policía Metropolitana informó que la policía no creía que el MI5 o la unidad policial antiterrorista conocieran al individuo. Un testigo dijo a los periodistas que el automóvil había acelerado después de golpear a varios ciclistas en lugar de frenar.

## Consecuencias
Varias calles alrededor de la Margaret Street y del Parlamento Británico fueron cerradas como precaución.
El Metro de Londres informó que la estación de metro en Westminster estaba cerrada. Pocas horas después fue reabierta luego de pasada la alerta de seguridad.
La policía informó posteriormente que analizaba la posibilidad de que las calles aledañas al Parlamento se convirtieran en peatonales, libres así de autos para impedir nuevos atentados.
La policía metropolitana de Londres dijo que se reforzaría la seguridad en la ciudad. Mencionó que habría más oficiales armados en las calles para proteger a la ciudadanía de cualquier inseguridad.

## Investigaciones

### Incidente

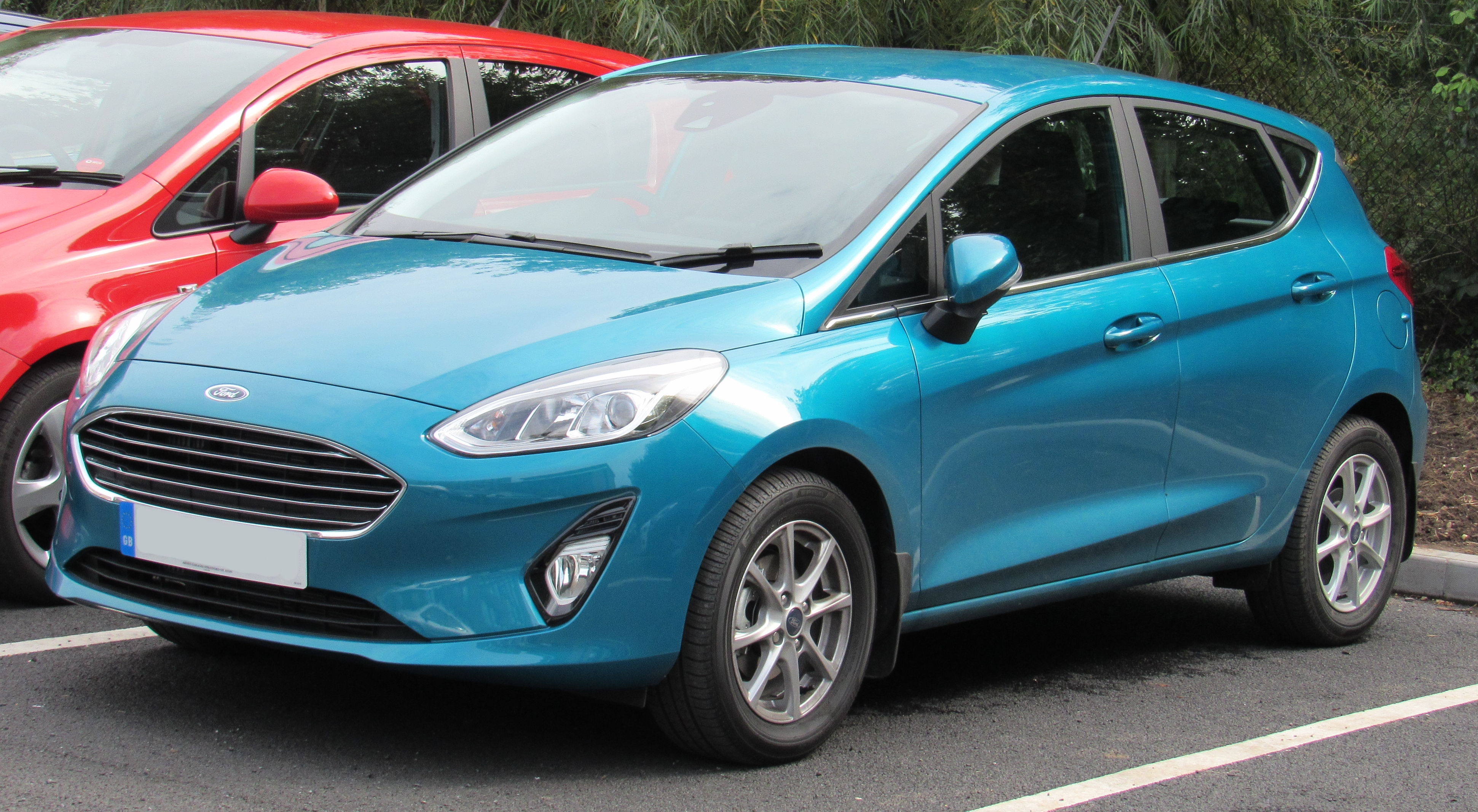
Ejemplo de un Ford Fiesta, el tipo de auto utilizado en el ataque (el del ataque era de color plateado).

La policía de Londres dijo que el incidente parecía ser intencional y que sería tratado como "ataque terrorista".
La Policía metropolitana apuntó que el Ford Fiesta viajó desde Birmingham a Londres el lunes 13 de agosto por la noche y llegó a la zona de Londres poco después de la medianoche del 14 de agosto. El vehículo circuló por la zona de Tottenham Court Road desde las 1:25 hasta las 5:55 de la madrugada. A las 6:00 horas, el atacante se dirigió a la zona de Westminster y Whitehall y se mantuvo ahí hasta el momento en el que se dirigió a atropellar viandantes.
Al inspeccionar el automóvil utilizado en el atentado, la policía no encontró armas blancas ni de fuego por lo que la policía cree que la única arma del ataque fue el auto y que solo tendría un perpetrador.

### Perpetrador
El sospechoso fue arrestado luego de que este chocara el Ford Fiesta contra la valla protectora del Parlamento y fue identificado horas más tarde por los medios británicos como Salih Khater. La policía solo confirmó que el hombre tenía 29 años y es originario de Sudán y residente en Birmingham. No era conocido por Scotland Yard por delitos de terrorismo, sino por otros. La policía sospecha que sea un lobo solitario.
La Universidad de Coventry, en el centro de Inglaterra, informó que Khater estudió contabilidad ahí entre septiembre de 2017 y mayo de 2018.
Sobre el sospechoso recaen los delitos de preparación e instigación de un ataque terrorista e intento de asesinato.
La tarde-noche del día del ataque (14 de agosto), las autoridades informaron que tres residencias había sido registradas: dos en la ciudad de Birmingham, en West Midlands y una más en Nottingham en East Midlands.

## Reacciones

### Reino Unido
La primera ministra, Theresa May, twiteó : "Mis pensamientos están con los heridos en el incidente en Westminster y mi agradecimiento a los servicios de emergencia por su respuesta inmediata y valiente". El alcalde de Londres, Sadiq Khan, expresó sentimientos similares, y agregó que "todos los londinenses, como yo, condenamos por completo todos los actos de terrorismo en nuestra ciudad. La respuesta de los londinenses de hoy muestra que nunca seremos intimidados o divididos por ningún ataque terrorista". El líder del Partido Laborista Jeremy Corbyn twiteó: "Mis pensamientos están con los heridos fuera del Parlamento esta mañana, en lo que se está tratando como un incidente terrorista. Nuestro agradecimiento a nuestros servicios de emergencia que respondieron de inmediato. Su valentía nos mantiene seguros día tras día". 

### Internacionales
El presidente de los Estados Unidos, Donald Trump condenó el atentado. En tanto, Canadá lanzó una alerta de viaje a todo el Reino Unido para prevenir a sus connacionales.